# 基伯龙半岛
基伯龙半岛（法語：Presqu'île de Quiberon，法語發音：[pʁɛskil də kibʁɔ̃]）是法国布列塔尼大區的一个半岛，通过連島沙洲与大陆相连。基伯龙和圣皮埃尔基伯龙两市镇位于该半岛上。